# Nhà thờ chính tòa Thánh Phêrô và Thánh Phaolô, Tallinn
Nhà thờ chính tòa Thánh Phêrô và Thánh Phaolô tại Tallinn, tước hiệu chính thức là Nhà thờ chính tòa Các Thánh Tông Đồ Phêrô và Phaolô tại Tallinn là nhà thờ chính tòa của giáo phận Tallinn, tọa lạc tại phố Vene, quận Kesklinn, thành phố Tallinn, Estonia.